# H–31
A H–31 lokátorromboló rakéta, melyet a Szovjetunióban fejlesztettek ki, elsősorban a korszerű amerikai légvédelmi rendszerek, a MIM–104 Patriot rakéták lokátorai, valamint az amerikai hadihajók AN/SPY–1 AEGIS lokátorai ellen. A rakétát később továbbfejlesztették, a H–31P változatot alkalmassá tették légtérellenőrző repülőgépek, elsősorban az E–3 Sentry elleni harcra is. A rakéta orrába épített érzékelő cserélhető, így a különféle hullámhosszon sugárzó lokátorok nagy része ellen bevethető. 1995-ben az Amerikai Haditengerészet nagy mennyiségben szerzett be H–31-eseket, amelyek ellen a hadihajóik légvédelme gyakorlatozott. 2002-től Oroszország Kínának adott el mintegy 200 ilyen rakétát, amelyet, valószínűleg illegálisan lemásolva, a kínai ipar gyárt.